# Fautrix
Fautrix is een geslacht van weekdieren uit de klasse van de Gastropoda (slakken).

## Soorten
- Fautrix aquilonia B. A. Marshall, 1995
- Fautrix candida B. A. Marshall, 1995